# Іванівська сільська рада (Межівський район)
| Іванівська сільська рада — колишній орган місцевого самоврядування у Межівському районі Дніпропетровської області з адміністративним центром у с. Іванівка. Сільській раді були підпорядковані населені пункти: - с. Іванівка |

## Склад ради
Рада складалася з 16 депутатів та голови.

## Керівний склад сільської ради
| ПІБ                        | Основні відомості                                                                         | Дата обрання | Дата звільнення |
| -------------------------- | ----------------------------------------------------------------------------------------- | ------------ | --------------- |
| Ковригін Євген Миколайович | Сільський голова, 1946 року народження, освіта, член Всеукраїнського об'єднання «Громада» | 26.03.2006   | 31.10.2010      |
| Яременко Василь Григорович | Сільський голова, 1965 року народження, освіта вища, член Партії регіонів                 | 31.10.2010   |                 |

Примітка: таблиця складена за даними джерела